# Osteogenesi imperfetta
L'osteogenesi imperfetta è una malattia genetica a trasmissione autosomica dominante per anomalie nella sintesi del collagene tipo I per mutazione dei geni Col1A1 e 2. Crea problemi a carico dello scheletro, delle articolazioni, degli occhi, delle orecchie, della cute e dei denti. I fenotipi più gravi o letali sono la conseguenza di difetti genetici, che determinano molecole anomale di collagene che non riescono a formare la tripla elica.

## Epidemiologia
La malattia colpisce in eguali proporzioni maschi e femmine, con incidenza compresa fra 1/20 000 e 1/50 000 nati vivi.

## Eziologia
L'origine è riconducibile prevalentemente a fattori ereditari. Tuttavia, come può avvenire nelle altre malattie genetiche, l'insorgenza di una mutazione negli alleli coinvolti a partire da copie del gene non mutate nei genitori, può determinare la comparsa dell'osteogenesi imperfetta nei figli di genitori sani. Un genitore affetto ha invece il 50% di probabilità di trasmettere la malattia ai figli.

## Clinica e classificazione
Clinicamente manifesta fragilità ossea ed è conosciuta anche come malattia di Lobstein (tipo I), sindrome di Vrolik (tipo II), sindrome di van der Hoeve e sindrome di Eddowes.
Attualmente se ne conoscono otto tipi varianti a diversa gravità; i quattro tipi storicamente noti sono:
- Tipo I: la forma clinicamente meno grave, con statura normale o poco ridotta, fragilità ossea lieve o moderata, fratture postnatali, sclere normali, udito normale, deformità variabili. In certi casi si associa a dentinogenesi imperfetta.
- Tipo II: è costantemente fatale durante la vita intrauterina o nel periodo perinatale. Accentuatissima fragilità ossea con fratture multiple che si manifestano quando il feto è ancora in utero. Finora c'è un solo caso documentato di bambino sopravvissuto al parto.
- Tipo III: fratture alla nascita, ritardo di accrescimento nel 50%, fratture ossee; cifosi e scoliosi con iperestensibilità articolare, sclere bluastre e perdita dell'udito sia a difetto neuro-sensoriale che a causa di anomalie ossee dell'orecchio medio e interno. In certi casi si associa a dentinogenesi imperfetta.
- Tipo IV: malformazioni progressive degli arti e cifoscoliosi, sclere blu, bassa statura, possibile perdita dell'udito, dentinogenesi imperfetta comune.

## Terapia
Non c'è una cura definitiva per la patologia, ma la terapia con bifosfonati ha dimostrato di migliorare la mobilità e la densità ossea, riducendo il dolore e l'incidenza delle fratture, anche se studi clinici hanno riportato risultati diversi in base al bifosfonato utilizzato e alla via di somministrazione. L'unica molecola autorizzata in Italia dall'AIFA, è il neridronato.
In Italia si può usufruire di una clinica a Roma specializzata nella cura secondo una via preferenziale nel policlinico Umberto I.